# IPhone 16e
De iPhone 16e is een smartphone ontworpen en op de markt gebracht door Apple. Het is de opvolger van de iPhone SE (2022) en maakt deel uit van de 18e generatie van de iPhone naast de iPhone 16, iPhone 16 Plus, iPhone 16 Pro en iPhone 16 Pro Max. De smartphone werd aangekondigd op 19 februari 2025 en is beschikbaar vanaf 28 februari 2025.
Voor de aankondiging werd ervan uitgegaan dat het toestel de naam vierde generatie iPhone SE zou krijgen, in lijn met de vorige SE-modellen.

## Beschrijving
Het ontwerp van de iPhone 16e is gebaseerd op de iPhone 14, met de (verkleinde) inkeping bovenaan het scherm. De mute-schakelaar is vervangen door de actieknop, maar de cameraknop van de iPhone 16-lijn ontbreekt. Het toestel kan draadloos worden opgeladen, alleen zijn de MagSafe-magneten niet aanwezig. Aan de achterkant is het voorzien van slechts één camera, zoals ook bij de vorige SE-modellen. Verder ondersteunt het toestel Apple Intelligence.
De iPhone 16e is het eerste toestel van Apple voorzien van een intern ontwikkelde 5G-modem genaamd de C1-chip. Apple ontwikkelde een eigen modem om niet meer afhankelijk te zijn van Qualcomm's 5G-chips, zoals Intel-processors in de Macs werden vervangen door M1-chips.

## Specificaties
| SoC                | Apple A18                                                                                                  |
| Processor          | 3,78 GHz, met 2 performance‑ en 4 efficiency-cores                                                         |
| Geheugen           | 8 GB |
| Capaciteit opslag  | 128, 256 of 512 GB                                                                                         |
| Scherm             | Diagonaal 15,5 cm (6,1 inch)                                                                               |
| Besturingssysteem  | iOS 18 (voorgeïnstalleerd) en nieuwer                                                                      |
| Verbindingen       | USB-C-connector (computer), wifi 6, Bluetooth 5.3                                                          |
| Netwerken          | GSM, CDMA, 3G, 4G LTE, 5G                                                                                  |
| Batterij           | Oplaadbare lithium-ion-polymeeraccu met een capaciteit van 4005 mAh. Ondersteuning voor draadloos opladen. |
| Camera             | Achterkant 48 megapixel, voorkant 12 megapixel.                                                            |
| Kleur              | Zwart, wit                                                                                                 |
| Grootte            | 146,7 x 71,5 x 7,8 mm                                                                                      |
| Gewicht            | 167 gram                                                                                                   |
| Bestendigheidsnorm | IP68 (stof en waterdicht)                                                                                  |